# Станкевич, Иван Вячеславович
Ива́н Вячесла́вович Станке́вич (5 июня 1873—1953) — русский и советский учёный-механик и педагог высшей школы.

## Биография
Окончил физико-математический факультет Московского университета (1895).
Преподавал в Московском университете, профессор кафедры механики физико-математического факультета (1919—1930), профессор механического отделения (1931—1933).
Профессор кафедры теоретической механики механико-математического факультета Московского химико-технологического института им. Д. И. Менделеева (1933—1940).
Был первым заведующим кафедрой теоретической механики в Станкоинструментальном институте (1930—1953). Также в разные годы заведовал кафедрами теоретической механики МИИТа и торфяного института.
Заслуженный деятель науки и техники РСФСР (1942).
Сын — Иван Иванович Станкевич, футболист.

## Научные интересы
Теоретическая и прикладная механика